# Бовыкин, Валерий Иванович
Вале́рий Ива́нович Бовы́кин (7 января 1927, Ростов-на-Дону — 10 сентября 1998, Барселона) — советский и российский историк, специалист в области экономической истории России. Доктор исторических наук (1967), профессор (1969).

## Биография
В 1949 году окончил МГИМО по специальности «история международных отношений», затем обучался в аспирантуре исторического факультета МГУ по кафедре истории СССР. Ученик профессоров А. Л. Сидорова, И. Ф. Гиндина, А. В. Арциховского и др.
В 1949—1951 годах — референт, старший референт, ответственный референт, второй секретарь МИД СССР и БССР. В 1953 году в МГУ защитил диссертацию на соискание учёной степени кандидата исторических наук: «Русско-французские отношения накануне первой мировой войны».
С 1952 года в МГУ — преподаватель, доцент кафедры источниковедения отечественной истории, в 1956—1957 годах — заместитель декана исторического факультета по научной работе. В 1967 году защитил докторскую диссертацию «Зарождение финансового капитала в России» (МГУ), с 1969 года профессор. Прочитал около 20 специальных курсов, вёл специальный семинар по экономической истории России, руководил Центром экономической истории МГУ.
Заместитель директора (1969—1975), заведующий сектором (1975—1988), главный научный сотрудник (1988—1998) Института истории СССР АН СССР (ИРИ РАН). В 1973—1974 годах был учёным секретарём Отделения истории АН СССР. Награждён орденом Дружбы народов (1975). Являлся членом редакционной коллегии ряда журналов: «Вестник Московского университета. История» (заместитель главного редактора в 1958—1969), «Исторические записки» (1969—1982), «Вопросы истории» (1971—1987), «Отечественная история» (1990—1995).
Член Исполкома Международной организации по истории техники (1977—1981) и Исполнительного комитета Международной ассоциации экономической истории (1990—1994). В 1986—1988 и 1992 годах — директор по ассоциативным исследованиям в Доме наук о человеке и Школе высших исследований по социальным наукам (Париж). Неоднократно принимал участие в работе Международных конгрессов исторических наук и Международных конгрессах экономической истории.
Скончался 10 сентября 1998 года в Барселоне (Испания). Похоронен на Хованском кладбище.
Личный архивный фонд В. И. Бовыкина хранится в Научно-исследовательском отделе рукописей Российской государственной библиотеки (НИОР РГБ): Фонд 891. 1292 ед. хр. С 1999 года исторический факультет МГУ проводит Бовыкинские научные чтения.

## Научная деятельность
В сферу исследовательских интересов В. И. Бовыкина входили история Российской империи в пореформенный период, источниковедение, экономическая история, история внешней политики. Исследовал динамику российского промышленного производства; роль иностранного капитала в процессах модернизации отечественной экономики; влияние финансовых институтов и, в особенности, банков на экономическое развитие России. Внёс вклад в изучение истории важнейших экономических процессов рубежа XIX—XX веков, таких, как монополизация промышленности, формирование финансового капитала, а также в историю отдельных банков и промышленных предприятий.
Создатель научной школы по социально-экономической истории России. Подготовил 33 кандидата наук, 14 из которых защитили докторские диссертации. Среди его учеников: Ю. А. Петров, И. А. Дьяконова, М. А. Давыдов, А. К. Сорокин, А. П. Корелин, И. В. Поткина, А. Г. Голиков, Г. Р. Наумова и др. В 1970-е годы был активным критиком «нового направления» в советской экономической истории.

## Основные работы
Книги
- Очерки истории внешней политики России. Конец XIX в. — 1917 г.. М. : Учпедгиз, 1960. 215 с.
- Из истории возникновения первой мировой войны. Отношения России и Франции в 1912—1914 гг. М., 1961.
- Революция 1905—1907 гг. М., 1965;
- Зарождение финансового капитала в России. М.: Изд-во МГУ, 1967. 295 с.
- «Массовые источники по социально-экономической истории России периода капитализма» (М., 1979; в соавт.);
- Формирование финансового капитала в России. Конец XIX в. — 1908 г. М., 1984;
- «Первый штурм царизма 1905—1907» (соавт., 1986)
- Россия накануне великих свершений: к изучению социально-экономических предпосылок Великой Октябрьской социалистической революции. М.: Наука, 1988. 155 с. ISBN 5-02-008438-7
- «Новое в советской исторической науке» (соавт., 1988);
- Бовыкин В. И., Петров Ю. А. Коммерческие банки Российской империи. М.: Перспектива, 1994. ISBN 5-85626-004-X
- Французские банки в России. Конец XIX — начало XX вв. М., 1999;
- Финансовый капитал в России накануне Первой мировой войны. М.: РОССПЭН, 2001. 320 с. ISBN 5-8243-0228-4

Статьи
- Новые сведения о ранних монополиях в России // Вестник Московского университета, ист.-филолог. серия, 1956, № 1, с. 181—187;
- Бовыкин В. И., Латышева О. И. Московский университет в революции 1905‒1907 годов // Вопросы истории. 1955. № 4. С. 49-58.
- Бовыкин В. И. Русско-французские противоречия на Балканах и Ближнем Востоке накануне первой мировой войны // Исторические записки. Т. 59. 1957. С. 84-124.
- Бовыкин В. И. Монополистические соглашения в русской военной промышленности (По материалам сенаторских ревизий) // История СССР. 1958. № 1. С. 125—129.
- Бовыкин В. И., Гиндин И. Ф., Тарновский К. Н. Государственно-монополистический капитализм в России. (К вопросу о предпосылках социалистической революции) // История СССР. 1959. № 3. С. 83‒117.
- Bowykin W. O niektórych wynikach i kierunkach badań stosunków między europejskimi krajami socjalistycznymi w Związku Radzieckim // Biuletyn informacyjny studiów z dziejów stosunków polsko-radzieckich. Warszawa: Zakład Historii Stosunków Polsko-Radzieckich PAN, 1969. Rok IV; № 16 (Październik-Grudzień). S. 6—14.
- Bovikin V. I. Oroszország ipari fejlődésének társadalmi-gazdasági problémái // Tortenelmi Szemle. 1973. № 1—2. P. 30—48.
- Бовыкин В. И. Российская нефть и Ротшильды // Вопросы истории. 1978. № 4. С. 27-41.
- Bovykin V. I., Spring D. W. The Franco-Russian Alliance // History. 1979. Vol. 64. № 210. P. 20—35.
- Бовыкин В. И. Динамика промышленного производства в России (1896—1910 гг.) // История СССР. 1983. № 3. С. 20-52.
- Bovykin V. Organisationsformen des Finanzkapitals in Rußland Industrie und Banken vom Ende des 19. Jh. bis zum Beginn des 20. Jh. // Jahrbuch für Wirtschaftsgeschichte / Economic History Yearbook. Vol. 26. 1985. № 4. P. 69—82.
- Бовыкин В. И. Проблемы перестройки исторической науки и вопрос о «новом направлении» в изучении социально-экономических предпосылок Великой Октябрьской социалистической революции // История СССР. 1988. № 5. С. 67-100.
- Бовыкин В. И. Ещё раз к вопросу о «новом направлении» // Вопросы истории. 1990. № 6. С. 164—184.
- International banking, 1870—1914 / Ed. by Rondo Cameron and V. I. Bovykin with the assistance of Boris Anan’ich … [et al.]. New York: Oxford University Press, 1991. 655 p. Главы В. И. Бовыкина: Chapter 6. The Role of International Factors in the Formation of Banking System in Russia (совместно с Б. В. Ананьичем). P. 130—158; Chapter 12. Foreign Banks and Foreign Investments in Russia (совместно с Б. В. Ананьичем). P. 253—290; Conclusion. P. 517—526.
- Бовыкин В. И. Из опыта архивных разысканий // Экономическая история. Ежегодник.1999. М.: РОССПЭН, 1999. С. 15-62.
- Бовыкин В. И. Экономическая политика царского правительства и индустриальное развитие России. 1861—1900 гг. // Экономическая история: Ежегодник. 2002. М., 2003. С. 9-32.
- Бовыкин В. И. Индустриализация // Экономическая история России с древнейших времён до 1917 г. Энциклопедия. Т. 1. М., 2008. С. 887—891.

## Память
Бовыкинские чтения проходят с 1999 г. в связи с 75-, 80-, 85- и 90-летним юбилеями В. И. Бовыкина (соответственно в январе 2002, 2007, 2012 и 2017 гг.). Организаторы: исторический факультет МГУ им. М. В. Ломоносова и ИРИ РАН.